# قرية كوخرد
 كوخردهرنک  مدینة هی ناحية كوخردهرنک (بالفارسية: بخش كوخردهرنگ) من توابع مدينة بستك وتقع في محافظة هرمزگان في جنوب إيران. ويبلغ ارتفاعها عن سطح البحر 278 متراً.

## حدود قرية كوخرد
من الشمال: سلسلة جبال الناخ، ومن الجنوب نهر مهران، ومن الغرب قرية هرنك، ومن الشرق تنتهي بقرية جاله.

## السكان
يبلغ عدد سكان قرية كوخرد بحسب تعداد عام 2006 للميلاد، (6523) نسمه يدينون بالإسلام على المذهب السني الشافعي. وقرية كوخرد ضيعة حديثة عامرة، بها المرافق العامة كالماء، والكهرباء، والهاتف والبريد، وكذلك بها المؤسسات الحكومية كالمدارس، ورياض الأطفال، والمستشفيات، ومركز للاتصالات السلكية واللاسلكية، والعيادات الخارجية والصيادلة، والبنوك والسدود وإلى آخره.
كما يوجد ببلدة كوخرد فرع لأحد ألأبراج البث الاتصال اللاسلكي للهواتف النقالة «موبايل ».
كوخرد غنية بمواردها الطبيعية وآبارها العذبة، لذلك توجد في ضيعة كوخرد تسعة وثلاثون بستاناً تسقى محاصيلها بواسطة ماكينات الضخ، وكان هناك في الماضي ثلاثون بئراً تستخرج منها الماء بواسطة اليازرة لري المزارع والبساتين. يوجد في كوخرد (64) بركة لحفظ مياه الأمطار، وأربع سدود كبيرة، وحوالي الف نخلة، وأراضي زراعية شاسعة، وتزرع في ضيعة كوخرد البر والشعير وجميع أنواع الخضروات والبقول.وتنتشر بعض أنواع الأشجار الكبيرة حول كوخرد، مثل: السلم(1) والسمر (2) السدر (3) والطلح (4) والنادر (5) وغاف (6) القرظ (7) وكرت (شجر) وكوهنك (شجر) وأثل وغير ذلك، من الأشجار المعرة والكبيرة على سفوح الجبال وبواطن الأودية.

## السدود
- سدشمو من السدود الحديثة التي أنشئت في عام 1986 م، في أسفل هضبة سلسلة جبال الناخ في شمال قرية كوخرد، لقد تسببت فيضانات هذا الوادي في تدمير كوخرد أربع مرات بين أعوام:(192 هـ ــ 815 م)، حينما كانت تعرف كوخرد باسم (سيبة)، ثم عام 1296 هـ، وثم عام 1367 هـ، ثم عام 1400 هـ. لذلك قام أهالي كوخرد ببناء هذا السد ليتجنبوا مثل هذه الكوارث، وبالتالي تجميع المياه والاستفادة منها لري البساتين ومزارع النخيل. أما فائض منها فتغوص في طبقات قشرة الأرض حيث تخزن فيها.[6]

- سد جابر، ثاني سد من السدود القديمة في البادية الجنوبية لضيعة كوخرد، لقد أنشأ هذا السد في مجرى وادي جان الشهير، يقع هذا السد في الداخل، أسفل هضبة « دُوكَل كَلاغ» (1)، لقد أنشأ هذا السد ما بين عامي (1212، 1215) للهجرة، وقبيلة « آل جابر» هم الذين شيدوا هذا السد، فلذلك نسبت اليهم.[2]

- سد بز سد تاريخي قديم في البادية الجنوبية لضيعة كوخرد، يقع هذا السد في جنوب شرقي البلاد، في أسفل هضبة جلالي من جهة الشرق، ومن الشمال نهر مهران، ومن الجنوب « كوه خآب» وسد بست كز، ومن الغرب جابر وسد جابر. ومن ناحية الشرق مدعاجون وبشكرو.وكان يغذي هذا السد منطقة شاسعة من الأراضي الزراعية ومزارع النخيل بالمياه العذبة.[7][8]

- سد جاويد، من السدود الجديدة التي أنشئت في عام 1979 م، في منطقة بشكروا في البادية الجنوبية لضيعة كوخرد، يسمى هذا السد بــ(سد آل جاويد)، نسبتاً إلى بانيها « الحاج إسماعيل آل جاويد»، لقد تم بناه هذا السد في عام 1979 للميلاد في منطقة بشكروا الواقع في شمال جبل پل تير، بمحاذاة قرية جاله، وهو سد كبير ويخزن الماء على مدار السنة.[4]

- سد بست گز، سد حديث وكبير جداً أنشئت في عام 2005 م، في أسفل هضبة جبل پل تير وسهل خرتل، في جنوب كوخرد، وهو خامس سد من حيث الترتيب التي أنشئت في بلدة كوخرد.[4]

- سد حاجي جعفر الكبير (سد حاجی جعفر گّب)،سد حديث في أسفل هضبة « جبل زير» ووأسفل سهل أوه شيرينو، في جنوب كوخرد التابعة لناحية كوخرد، وهو سادس سد من حيث الترتيب التي أنشئت في مدينة كوخرد.[4]

## الآثار
و قد كشفت بعثات التنقيب والبحث عن الآثار عن معابد وبنيان يعود تصميمها إلى مدينة سبأ.
و أجمع علماء آثار من عدة دول على ان سكان كوخرد الأوائل هاجروا من مملكة سبأ بعد انهيار سد مأرب.
كما اقيمت عدة تحاليل للحمض النووي لعدد من سكان القرية واثبت انتمائهم للجزيرة العربية من اتجاهين اولهما
اصولهم من العرب العاربة وثانيا اختلاطهم بقبائل عربية مهاجرة من جزيرة العرب وكما وجدت تزاوجات بكميات قليلة نسبيا مع الشعب الاري والبلوش.
وكانت هذه القرية (قرية كوخرد) آخر معقل وآخر حدود دولة
القواسم في منطقة بر فارس.
يذكر ان الشيخ صقر بن سلطان القاسمي وهو الحاكم الاسبق
لإمارة الشارقة وهو ابن عم الشيخ سلطان بن محمد القاسمي امر باصدار جوازات الشارقة لجميع سكان هذه القرية
و يمتلكها الكثير من كبار السن القاطنين في هذه القرية.
كما ان هناك آثار لمدينة أثرية قديمة يرجع تاريخها إلى ما قبل الإسلام تحديداًً إلى عصر الساسانيين، تسمى (مدينة سيبه الأثرية )تقع هذه المدينة الأثرية على بعد 1000 متر غرب مدينة كوخرد، إلى الشمال من أنقاض حمام سيبه الساساني. كانت مدينة مزدهرة خلال فترة الدولة الساسانية.
كذلك هناك آثار عديدة أخرى، ومنها آثار لحمام تحت الأرض يسمى بـ(حمام سيبه الساسانى) على مقربة من المدينة سيبه الأثرية.

## كوخرد في كتاب كمبريدج
لقد ذكر اسم كوخرد في كتاب: كامبریدج وهو كتاب تاريخي قديدم باللغة إنجليزية، طبعة في لندن بين عامي 1789 و1790، ويذكر ان هذه القرية كانت إحدى المحطات الرئيسية في طريق القوافل آنذاك، القوافل التي كانت تنطلق من ساحل الخليج العربي من مدينة كنگ الساحلية، متجهة إلى مدينة شيراز، ماراً به قرية كوخرد ومدينة بستك ومن ثم مدينة لار، وكانت هذه القرية المحطة المهة لأستراحة هذه الفوافل والربط أي (كاروانسرا) الذي كان يأوي القوافل لا زال موجوداً، وقد ذكر هذه الفقرة في الصفحة (476) من كتاب كمبريدج.